# Johann Gottlieb Goldberg
Johann Gottlieb Goldberg (Königsberg, Prússia Oriental, 14 de març de 1727 - Dresden, Saxònia, 13 d'abril de 1756) fou un compositor i pianista alemany.
Fou deixeble de Johann Sebastian Bach, el qual va escriure per a ell les variacions que porten el seu nom i que després de dos-cents anys encara perduren. Més tard ocupà el càrrec de músic de la capella del comte Brühl i fou, segons diuen els seus coetanis, un improvisador de gran talent.
Entre les seves composicions que es conserven i figuren:
- nombrosos preludis i fugues;
- 24 poloneses;
- 2 concerts per a piano;
- sonates per a piano;
- dues cantates i altres obres de menor importància.